# Амперметр-кліщі

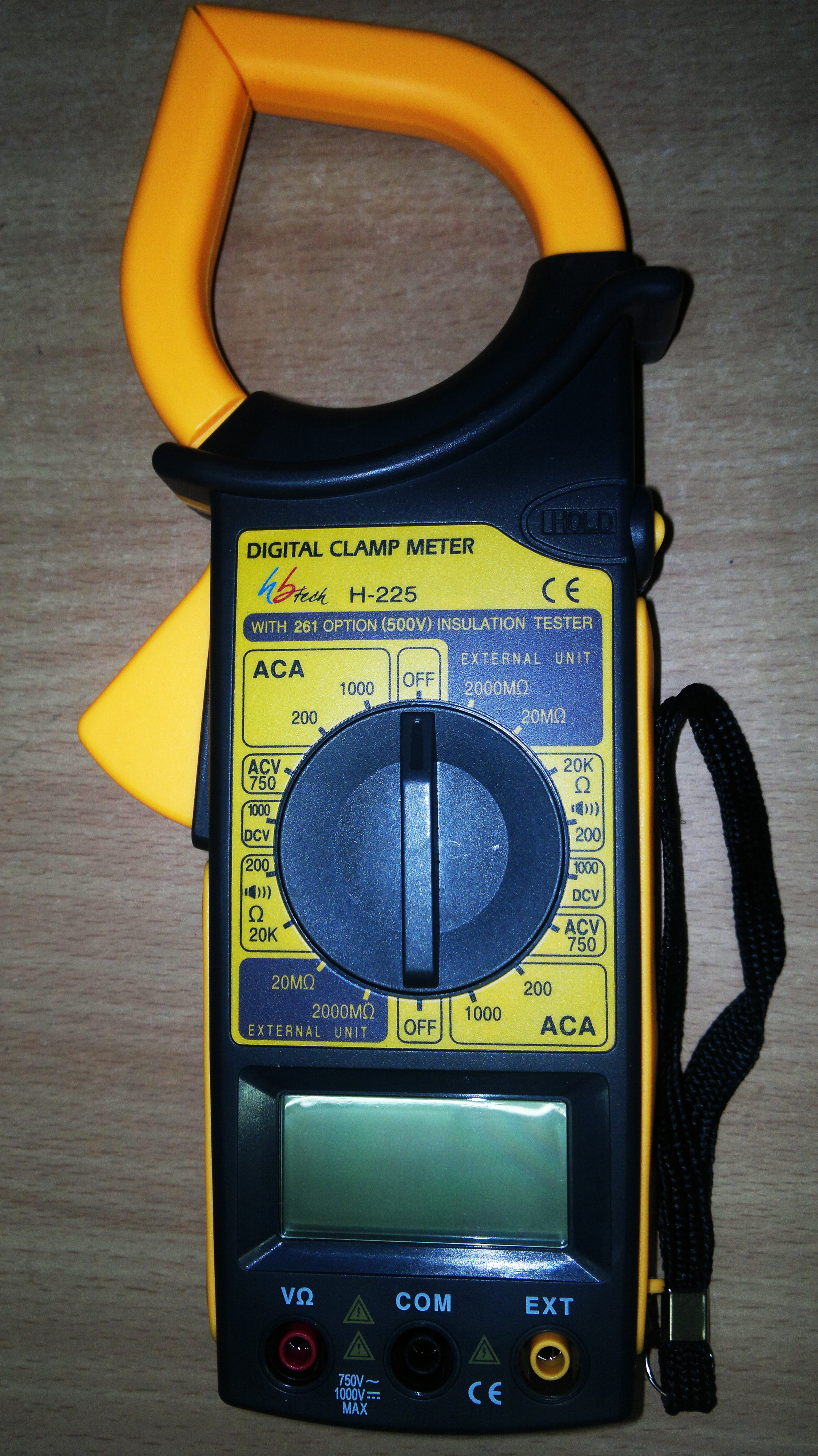

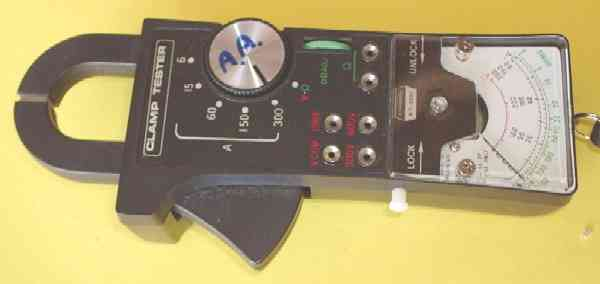

Амперметр-кліщі (англ. bus-bar ammeter; нім. Amperezange) — переносний амперметр, що працює за принципом трансформатора і застосовується там, де доступ до об'єкта вимірювання струму обмежений, наприклад, при нафтовидобуванні з метою уточнення урівноваження верстатів-качалок шляхом контролювання струму, який споживає електродвигун верстата-качалки.